# Вокзал в Нойсе
Нойсский вокзал (нем. Neuss Hauptbahnhof) — главный железнодорожный вокзал в городе Нойс (федеральная земля Северный Рейн-Вестфалия). По немецкой системе классификации вокзал Нойса относится к категории 2.

## История

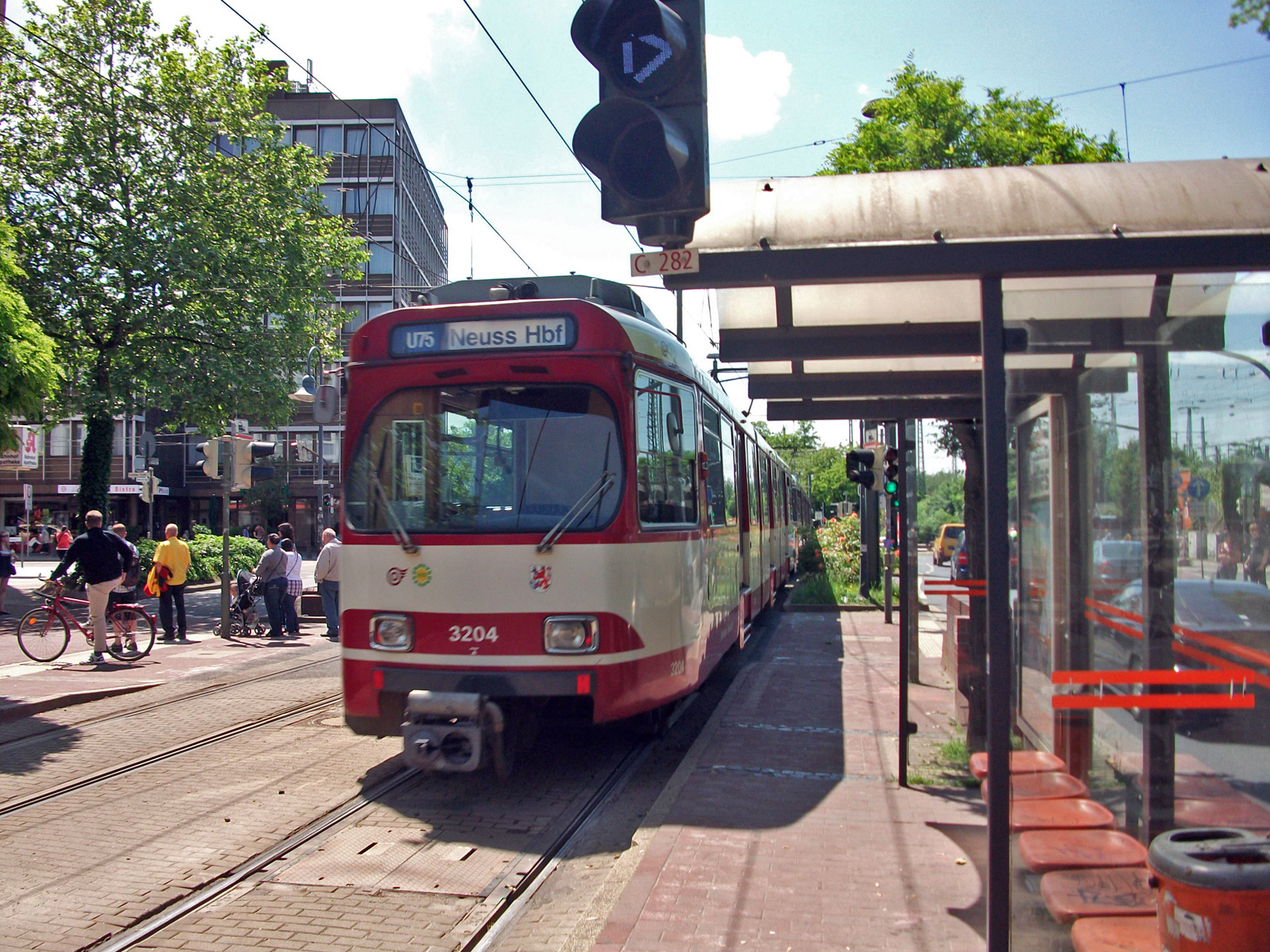
Станция дюссельдорфского скоростного трамвая Neuss HBf

Вокзал в Нойсе был открыт в 1853 году Ахен-Дюссельдорф-Рурортской железнодорожной компанией при строительстве железнодорожного участка Мёнхенгладбах-Дюссельдорф. Спустя два года Кёльн-Крефельдская железнодорожная компания открыло через движение поездов на участке Кёльн-Нойс, а через год продлило его до Крефельда.
В 1876 году было открыто новое здание вокзала. Здание не сохранилось и в 2003 году на его месте был открыт пункт проката велосипедов.
При включении Нойса в маршруты городской электрички региона Рейн-Рур (S11 в 1985 году и S8 в 1988) вокзал в Нойсе был подвергнут капитальной реконструкции. В сентябре 1999 года возле нойсского вокзала открылась станция дюссельдорфского скоростного трамвая Neuss HBf (конечная станция маршрута U75).

## Движение поездов по станции Нойс

### RE,RBиS-Bahn
| Линия | Название                  | Маршрут                                                                                              |
| ----- | ------------------------- | --- |
| RE 4  | Wupper-Express            | Ахен — Мёнхенгладбах — Нойс — Дюссельдорф — Вупперталь — Швельм — Хаген — Виттен — Дортмунд          |
| RE 7  | Rhein-Münsterland-Express | Крефельд — Нойс — Кёльн — Кёльн–Мессе/Дойц — Золинген — Вупперталь — Хаген — Хамм — Мюнстер — Райне  |
| RE 13 | Maas-Wupper-Express       | Венло — Фирзен — Мёнхенгладбах — Нойс — Дюссельдорф — Вупперталь — Хаген — Хамм                      |
| RB 38 | Erftbahn                  | Кёльн-Мессе/Дойц — Кёльн — Бедбург — Гревенброх — Нойс — Дюссельдорф                                 |
| S8    | S-Bahn Rhein-Ruhr         | Хаген — Вупперталь — Вупперталь-Вохвинкель — Дюссельдорф — Нойс — Мёнхенгладбах                      |
| S11   | S-Bahn Rhein-Ruhr         | Аэропорт Дюссельдорф — Дюссельдорф — Нойс — Кёльн-Ниппес — Кёльн-Мессе/Дойц — Кёльн — Бергиш-Гладбах |
| S28   | S-Bahn Rhein-Ruhr         | Меттман — Дюссельдорф — Нойс — Каарстер Зее                                                          |